# بریجمن (دهانه)
بریجمن یک دهانه برخوردی در ماه است.

## دهانه‌های اقماری
این دهانه ۳ دهانه اقماری دارد.
| Bridgman | عرض جغرافیایی | طول جغرافیایی | قطر          |
| -------- | ------------- | ------------- | ------------ |
| C        | ۴۶٫۷° N       | ۱۴۰٫۲° E      | ۳۵٫۰ کیلومتر |
| E        | ۴۴٫۱° N       | ۱۴۱٫۷° E      | ۲۹٫۰ کیلومتر |
| F        | ۴۴٫۰° N       | ۱۴۱٫۲° E      | ۵۱٫۰ کیلومتر |